# 長崎市民エフエム放送
特定非営利活動法人長崎市民エフエム放送（ながさきしみんエフエムほうそう）は長崎県長崎市を中心部を放送区域としてコミュニティFM局を運営する特定非営利活動法人である。

## 概要
2005年9月9日に開局。長崎市大黒町に演奏所がある。開局当初は、出島町の出島交流会館内にスタジオがあったが、2006年7月に現在地へ移転した。
番組は全て自主制作。生放送番組はツイキャスで配信される。

## 受信エリア
受信エリアは長崎市の中心部と長与町・時津町の一部。同局がエリアとする長崎市中心部は周囲を山で囲まれたすり鉢状の地形である。同局の送信所は長崎市の稲佐山中腹のホテルにあり、「すり鉢」の端の部分あたる稲佐山山頂、峰火山、金比羅山などの300メートル級以上の山々に比べ低い位置にある。「すり鉢」の外にある東長崎地区、三和地区、野母崎地区、三重地区などでの受信は難しい。総務省九州総合通信局のプレスリリース　（国立国会図書館のキャッシュ）によると、エリアが競合していた長崎シティエフエム（2020年4月までに閉局）の風頭山の送信所よりも標高や位置的に恵まれているため、時津町や長与町でも受信できるようである。放送エリア内の世帯数は106,695世帯という。

## 番組
- B’b　Radio　Gym（毎月最終日曜　夜7時から生放送） - コーク　らんぴこ　ノリ
- バンラジ（月曜 夜10時〜）
- みんなのラジオ（月曜～金曜　11:30～13:00まで生放送） - あきやま辰夫